# پیکرشناسی پروتئین

پیکرشناسی رشته‌های بتا در موتیف ساختاری پروتئین «کلید یونانی».

پیکرشناسی پروتئین یا توپولوژی پروتئین (به انگلیسی: Protein topology) یک ویژگی از مولکول پروتئین است که در زمان تغییر شکل (بدون قطع یا شکستن پیوند) تغییر نمی‌کند.

## چارچوب‌ها
دو چارچوب پیکرشناسی اصلی گسترش یافت و برای مولکول‌های پروتئین به کار رفته‌است.

### نظریه گره
نظریه گره که درهم تنیدگی‌های زنجیره‌ای را دسته‌بندی می‌کند. استفاده از نظریه گره به درصد کمی از پروتئین‌ها محدود می‌شود، زیرا بیشتر آنها بدون گره هستند.

### پیکرشناسی مداری
پیکرشناسی مداری، تماس‌های درون زنجیره‌ای را بر پایهٔ ترتیب آنها دسته‌بندی می‌کند. پیکرشناسی مداری تعیین‌کننده کینتیک تاخوردگی پروتئین و پایداری است.